# Liste der Bürgermeister von Seck

## Schultheißen von Seck
Aufgeführt sind im Folgenden die Schultheißen zu Seck. Die Vorgänge sind der unten angegebenen Chronik von Hellmuth Gensicke zu entnehmen.
- Gerhard Hansz zu Irmtraut: 1638–1650, zugleich für Neunkirchen: 1643–1644
- Jodokus Pistor zu Rennerod:1645, zu Seck: 1654, 1643–1668: Landschultheiß zugleich für Neunkirchen und Willmenrod
- Johann Wilhelm Pistor: 1679
- Johann Andreas Pistor: 1683
- Johann Georg Schönberger: 1740–1756
- Adam Schönberger: 1756–1787
- Anton Baer: 1817–1818
- Peter Wollweber: 1820–1834
- Philipp Schmidt: 1835–1848
- Mathias Eisel (Verwalter): 1848–1849

## Bürgermeister von Seck
| Name                     | von               | bis                | Anmerkungen                |
| ------------------------ | ----------------- | ------------------ | -------------------------- |
| Mathias Eisel            | 1850              | 1855               |                            |
| Johannes Hölper          | 9. Februar 1855   | 11. Mai 1860       | gest. am 11. Mai 1860      |
| Johann Georg Schönberger | 1860              | 6. September 1861  | gest. am 6. September 1861 |
| Johann Heinrich Göbel    | 1861              | 1868               |                            |
| Georg Kilian Hölper      | 1869              | 1876               |                            |
| Johann Karl Eisel        | 1877              | 25. April 1897     | gest. am 25. April 1897    |
| Wilhelm Eisel            | 1898              | 1. Dezember 1919   |                            |
| Philipp Wollweber        | 1. Dezember 1919  | 1. April 1933      |                            |
| Ferdinand Baldus         | 1. April 1933     | 10. April 1945     |                            |
| Philipp Eisel            | 10. April 1945    | 1. Oktober 1946    |                            |
| Josef Schlitt            | 1. Oktober 1946   | 8. Dezember 1948   |                            |
| Alois Schönberger        | 8. Dezember 1948  | 3. Juli 1979       |                            |
| Harald Andre             | 3. Juli 1979      | 30. September 1991 |                            |
| Heribert Orth            | 17. November 1991 | 13. Juni 1999      |                            |
| Harald Andre             | 13. Juni 1999     | 5. April 2007      | gest. am 5. April 2007     |
| Johannes Jung            | 24. August 2007   | heute              |                            |

Stand: 11. Juni 2024